# パリピポ
『パリピポ』は、ジャニーズWESTのミニアルバム。1枚目のミニアルバムとして、2015年4月22日にジャニーズ・エンタテイメントから発売。

## 概要
- ジャニーズWESTとしては初のミニ・アルバムである。

- 初回盤・通常盤の2種での発売となり、それぞれ収録内容・ジャケット写真ともに異なる。

- 収録曲「パリピポアンセム」は、メンバー出演のテレビ東京系『リトルトーキョーライフ』エンディングテーマである。

- 初回盤には、『ジャニーズWEST 1st albumリリースパーティー「皆様のおかげSummer Carnival!」』の横浜公演(8月29日)の映像を収録したDVDを付属。

- 通常盤には、新曲「Mambo de WEST!」と「PARTY MANIACS」をボーナス・トラックとして収録。

## 封入特典

### 初回盤
1. 8Pブックレット

### 通常盤
1. 12Pブックレット

## 収録曲

### CD
※「Mambo de WEST!」以降、通常盤のみ収録。
1. パリピポアンセム
作詞・作曲：永田雅規、編曲：ha-j
  - テレビ東京系「リトルトーキョーライブ」・「リトルトーキョーライフ」エンディングテーマ
2. Toxic Love
作詞：Komei Kobayashi、作曲・編曲：STEVEN LEE
3. キミコイ
作詞：Shusui、作曲：Shusui,RAAY,Art Hunter,Kresimir Tomec、編曲：RAAY,Kresimir Tomec
4. SCARS
作詞：SHIKATA、作曲：O-BANKZ,Takuya Harada,SHIKATA、編曲：O-BANKZ
5. アカン LOVE 〜純情愛やで〜
作詞：小松レナ、作曲：星野靖彦　編曲：渡辺徹
6. Mambo de WEST!
作詞・作曲：市川喜康、マシコタツロウ、編曲：ha-j
7. PARTY MANIACS
作詞：Komei Kobayashi、作曲：STEVEN LEE,Drew Ryan Scott,Andreas Oberg、編曲：CHOKKAKU、コーラス：BADNEWS

### DVD『ジャニーズWEST 1st albumリリースパーティー「皆様のおかげSummer Carnival!」』
※初回限定盤のみ
1. overture
2. Summer Dreamer
3. ええじゃないか
4. 粉もん
5. Criminal
6. バンザイ夢マンサイ!
7. 夢を抱きしめて
8. ちゃうねんっ!!
9. P&P
10. Olé Olé Carnival!
11. その先へ

## テレビ出演
Toxic Love
- 『ザ少年倶楽部』（2017年9月29日、NHK BSプレミアム）
テレビ初披露

キミコイ
- 『ザ少年倶楽部』（2016年11月2日、NHK BSプレミアム）
神山が舞台「Vamp Bamboo Burn ～ヴァン！バン！バーン！～」の為、6人で披露

SCARS
- 『ザ少年倶楽部』（2015年9月30日、NHK BSプレミアム）
テレビ初披露

アカン LOVE 〜純情愛やで〜
- 『ザ少年倶楽部』（2015年6月3日、NHK BSプレミアム）
重岡が「モモコのOH!ソレ!み〜よ!」の収録の為、6人で披露

Mambo de WEST!
- 『ザ少年倶楽部』（2015年7月1日、NHK BSプレミアム）
テレビ初披露